# Heinrich Fuchs (Kunsthistoriker)
Heinrich Fuchs (* 1. Juni 1923 in Allersdorf bei St. Martin im Mühlkreis; † 4. Juli 2000 in Wien) war ein österreichischer Kunsthistoriker, Lexikograf und Kunsthändler.

## Leben
Heinrich Fuchs wurde am 1. Juni 1923 als Sohn des Bauern Augustin Fuchs (* 30. Juli 1897) und dessen Ehefrau Theresia (geborene Ilk; * 28. August 1900) in Allersdorf bei St. Martin im Mühlkreis geboren und am 2. Juni auf den Namen Heinrich getauft. Seine Eltern hatten am 20. Juli 1920 geheiratet.
Im Zuge des Zweiten Weltkriegs wurde Fuchs 1942 zum Kriegsdienst eingezogen. 1944 erlangte er die Kriegsmatura. Nach seiner Entlassung aus der Kriegsgefangenschaft im Dezember 1945 studierte er Kunstgeschichte an der Universität Graz. Dort promovierte er im März 1947. In seiner Studienzeit wurde er Mitglied der Schlaraffia.
Nach dem Studium arbeitete Fuchs zunächst als Kunsthistoriker und Journalist. Ab 1948 erschienen regelmäßig seine Berichte über Kunst und den österreichischen Kunsthandel im Düsseldorfer Handelsblatt. Ab 1960 war er verstärkt für die Berliner Zeitschrift Weltkunst tätig. Zusammen mit seiner Ehefrau Inga Fuchs eröffnete er 1960 die „City-Galerie“ im 1. Wiener Bezirk mit einer Spezialisierung auf Gemälde des 19. Jahrhunderts sowie Silber und Glas des Jugendstils.

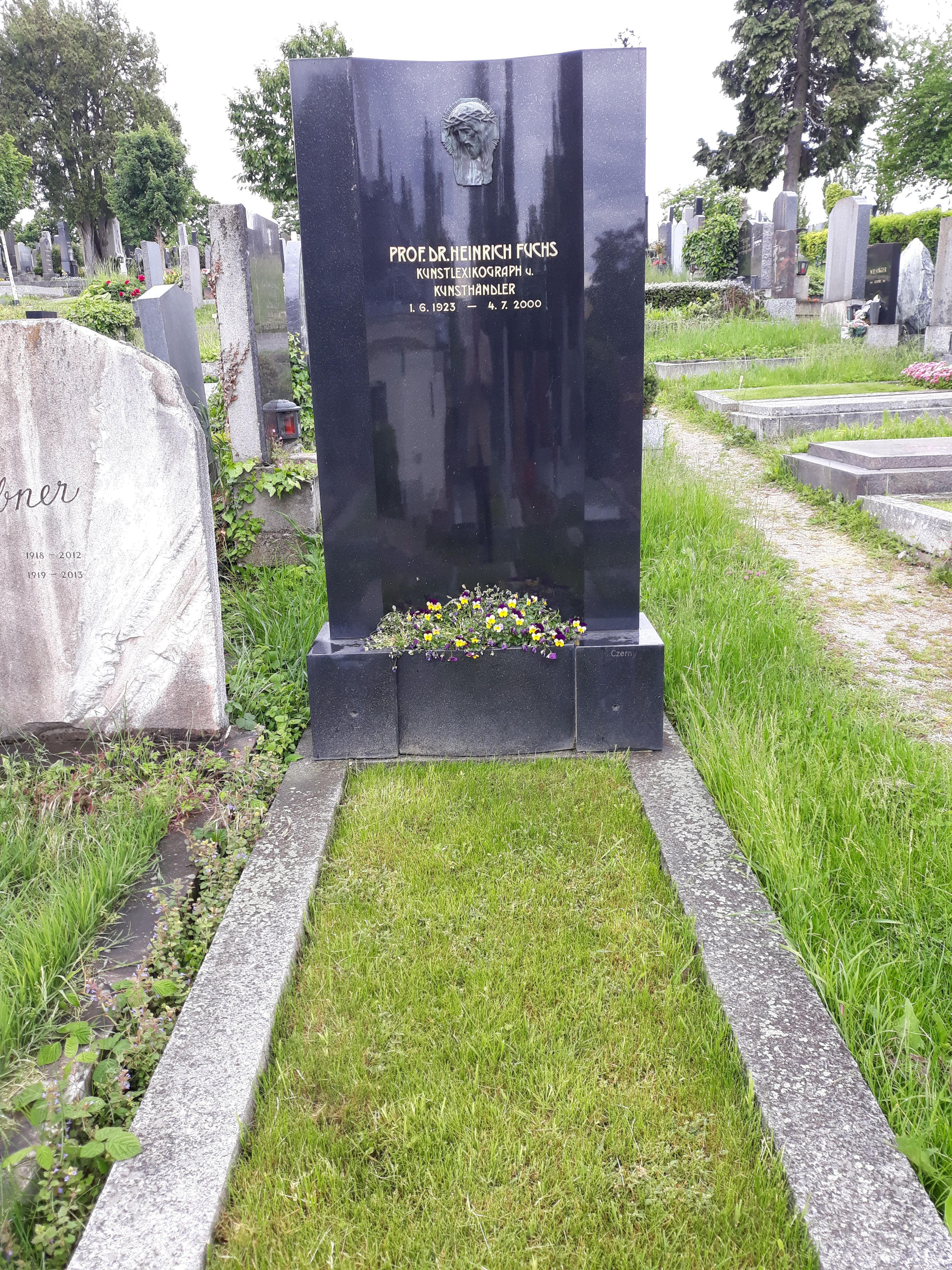
Grab von Heinrich Fuchs auf dem Gersthofer Friedhof

Fuchs wirkte  an dem Künstlerlexikon Thieme-Becker mit, als Mitarbeiter der Neuausgabe und Hauptgutachter für den Bereich Österreich. In den 1960er Jahren gründete er in Wien (Thimiggasse 82) einen eigenen Verlag, in dem er fortan eine Reihe von Publikationen veröffentlichte. Für seine 1970 erschienene Monographie über den Landschaftsmaler Emil Jakob Schindler wurde Fuchs mit dem Staatspreis für das schönste Buch Österreichs ausgezeichnet. Weitere Maler-Monografien folgten. Besondere Bedeutung für den Kunstbetrieb erlangte seine zwölf Bände umfassende Lexika-Reihe über österreichische Maler des 19. und 20. Jahrhunderts. Mit tausenden Werks-Abbildungen, Signaturen und Monogrammen wurde die Reihe zu einem essentiellen Teil der Ausstattung österreichischer Kunsthändler. Fuchs sorgte mit ihr zudem für eine umfassende Dokumentation österreichischer Malerei.
Ab 1971 war Fuchs als ständig beeideter gerichtlicher Sachverständiger für das Fachgebiet Malerei und Graphik des 19. Jahrhunderts tätig. Von 1985 bis 1990 war er gewähltes Mitglied des Wiener Gremialausschusses.
1984 wurde Fuchs vom Bundespräsidenten der Berufstitel Professor verliehen. 1990 erhielt er das Goldene Ehrenzeichen für Verdienste um das Bundesland Niederösterreich.
Nachdem seine erste Ehefrau 1979 verstorben war, heiratete Fuchs im Folgejahr Elisabeth Suppan, Schwester des Wiener Kunsthändlers Martin Suppan. 
Heinrich Fuchs starb 2000 im Alter von 77 Jahren in Wien. Er wurde auf dem Gersthofer Friedhof bestattet.

## Werke (Auswahl)

### Monografien
- Emil Jakob Schindler: Zeugnisse eines ungewöhnlichen Künstlerlebens. Werkkatalog. Wien 1970.
- Eugen Jettel. Wien 1975.
- Viktor Pipal: Maler der Wiener Vorstadt. Wien 1975.
- Bartholomäus Stefferl. Wien 1977.
- Ferdinand Brunner: malerischer Entdecker des Waldviertels. Wien 1979.

### Lexika
- Die österreichischen Maler des 19. Jahrhunderts. Band 1: A–F. Wien 1972.
- Die österreichischen Maler des 19. Jahrhunderts. Band 2: G–K. Wien 1973.
- Die österreichischen Maler des 19. Jahrhunderts. Band 3: L–R. Wien 1973.
- Die österreichischen Maler des 19. Jahrhunderts. Band 4: S–Z. Wien 1974.
- Die österreichischen Maler der Geburtsjahrgänge 1881–1900. Band 1: A–L. Wien 1976.
- Die österreichischen Maler der Geburtsjahrgänge 1881–1900. Band 2: M–Z. Wien 1977.
- Die österreichischen Maler des 19. Jahrhunderts. Ergänzungsband 1: A–K. Wien 1978.
- Die österreichischen Maler des 19. Jahrhunderts. Ergänzungsband 2: L–Z. Wien 1979.
- Die österreichischen Maler des 20. Jahrhunderts. Band 1: A–F. Wien 1985.
- Die österreichischen Maler des 20. Jahrhunderts. Band 2: G–K. Wien 1986.
- Die österreichischen Maler des 20. Jahrhunderts. Band 3: L–R. Wien 1986.
- Die österreichischen Maler des 20. Jahrhunderts. Band 4: S–Z. Wien 1986.